# Vîșneve, Pokrovske
Vîșneve (în ucraineană Вишневе) este localitatea de reședință a comunei Vîșneve din raionul Pokrovske, regiunea Dnipropetrovsk, Ucraina.

## Demografie
Componența lingvistică a localității Vîșneve
     Ucraineană (94,28%)
     Rusă (4,75%)
     Alte limbi (0,76%)
Conform recensământului din 2001, majoritatea populației localității Vîșneve era vorbitoare de ucraineană (94,28%), existând în minoritate și vorbitori de rusă (4,75%).